# Callistethus lewyi
Callistethus lewyi är en skalbaggsart som beskrevs av Blanchard 1851. Callistethus lewyi ingår i släktet Callistethus och familjen Rutelidae. Inga underarter finns listade.